# チオエステル

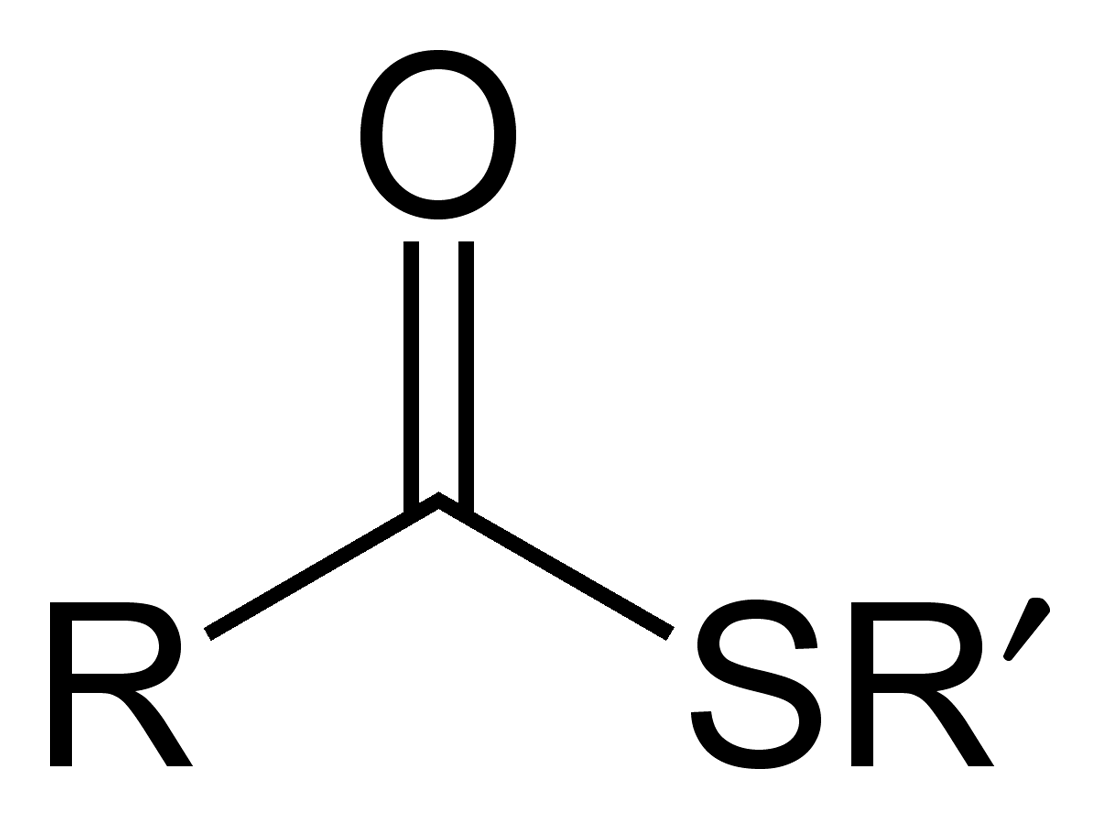
チオエステルの一般構造式

チオエステル (thioester) とはカルボン酸とチオールが脱水縮合した構造 (R−CO−S−R') を持つ化合物である。チオエステルの特性基 (R−CO−S−R') をチオエステル結合と呼ぶ。また、C=S 結合を含む形の異性体 (R−CS−OR') はチオノエステルと呼ばれる。

## 反応
チオエステルのカルボニルはエステルに比べて反応性が高く、求核攻撃により容易にアシル基が転移する。

## 生化学
とくに生体内ではチオエステル結合で種々のアシル基を保持するアシルCoAが存在し、代謝の中核を担っている。また高エネルギー結合とも呼ばれ、多くの生化学反応にエネルギー供与源として登場する。
クリスチャン・ド・デューブ（ノーベル生理学・医学賞受賞者）は、ATPがエネルギー通貨として登場する以前の生命の誕生するプロセスで、チオエステルに基づいた反応系からなるチオエステル・ワールドがあったのではないかという仮説を提唱した。
デュ・デューブは次のように解説する。
「チオエステルはカルボン酸 (RCOOH) とチオール (R−SH) とが結合して形成される。水分子がこのプロセスで遊離し、残ったチオエステルは (R−S−CO−R)…」
「チオエステル結合は生化学者が高エネルギー結合と呼ぶもので、アデノシン三リン酸 (ATP) のピロリン酸結合と等価である。それらは主に、全ての生体組織にエネルギーを供給する…」
「ATPの使用と再生のいくつかの主要プロセスにおいて、チオエステルは必須な中間体であることがあきらかとなった。チオエステルは脂質複合体の中に見いされるものも含めて、全てのエステル合成に関与している。そしてチオエステルは、ペプチド、脂肪酸、ステロイド、テルペン、ポルフィリンおよびそれ以外の数多くの細胞構成物質の合成に参加してもいる。加えて、チオエステルはATPを構築する幾つかの太古のプロセスの主要中間体を形成する。これらの二つの事柄から、チオエステルはATPに比べてエネルギーを使用したり生産するプロセスの原型に近い。言い換えると、チオエステルはATPをまだ欠いているチオエステルワールドではまさにATPの役割を担っていた。結局のところ、チオエステルはATPのりん酸結合の形成をサポートする能力で、ATPの到来を補佐したのである。」

## チオノエステル

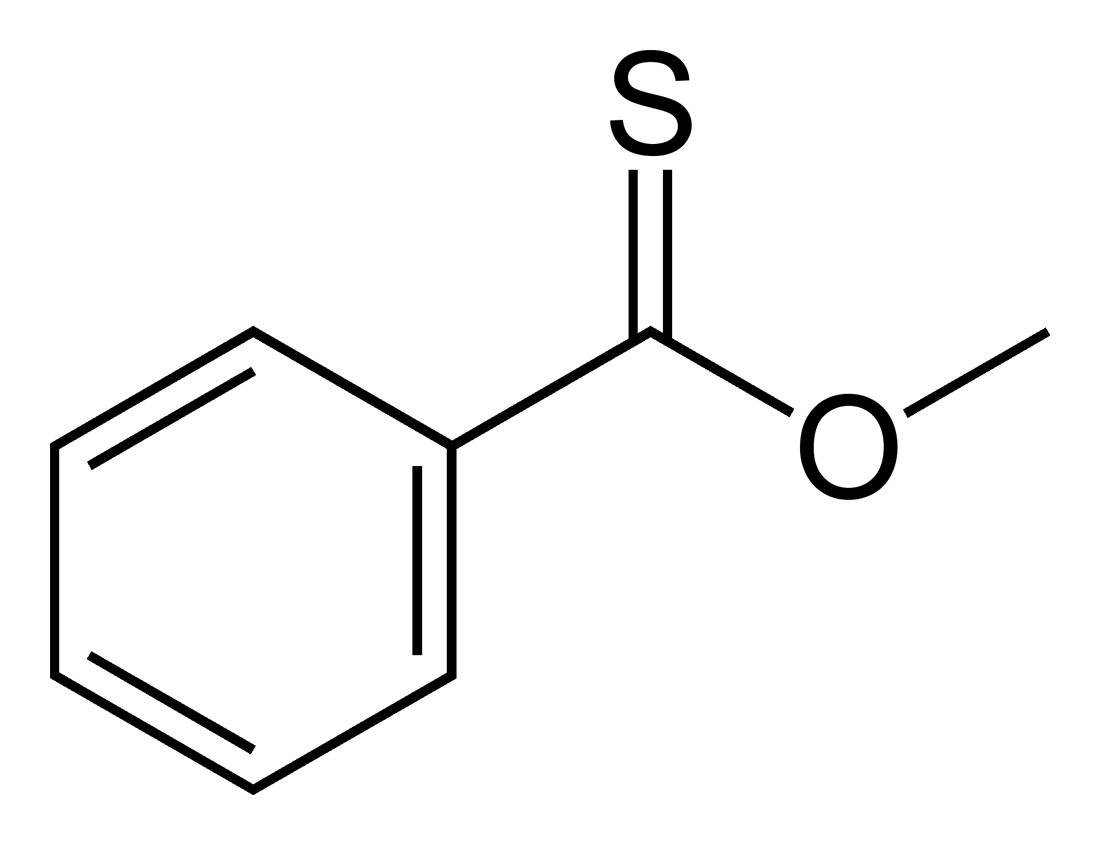
チオノ安息香酸メチルの構造式

チオノエステルはチオエステルの異性体である。チオノエステルでは、硫黄原子はエステル中のカルボニル酸素と置換している。チオノ安息香酸メチルはC6H5C(S)OCH3である。このような化合物は、通常チオアシルクロリドとアルコールとの反応によって調製されるが、ローソン試薬とエステルとの反応でも作ることができる。